# Akiko Uchida
Pour les articles homonymes, voir Uchida.
Akiko Uchida (内田 暁子, Uchida Akiko) est une joueuse de volley-ball et de beach-volley japonaise née le 30 novembre 1985 à Kōtō. Elle mesure 1,73 m et joue au poste de réceptionneuse-attaquante. 

## Clubs
| Club               | De        | À         |
| ------------------ | --------- | --------- |
| AoyamaGakuin Univ. |           | 2007-2008 |
| NEC Red Rockets    | 2008-2009 | 2013-2014 |

## Palmarès
- Tournoi de Kurowashiki
  - Finaliste : 2011, 2013.